# Шмидер, Вернер
Ве́рнер Шми́дер (нем. Werner Schmieder; род. 11 ноября 1926, Поссендорф) — немецкий политик, член СЕПГ. В 1980—1981 годах занимал пост министра финансов ГДР.

## Биография
Шмидер, родом из рабочей семьи, посещал народную школу и затем учился на финансового экономиста. 20 апреля 1944 года в возрасте 17 лет был принят в НСДАП. В том же году был призван в вермахт и вскоре попал на фронте в советский плен.
В 1948 году Шмидер вернулся на родину в Советскую зону оккупации Германии, поступил на работу в Немецкую народную полицию и вступил в СЕПГ. В 1949—1955 годах работал аудитором в Германском инвестиционном банке в Дрездене. В 1953 году завершил финансово-экономическое образование в финансовом училище в Готе. В 1955—1962 годах работал в Германском инвестиционном банке в Котбусе на должности окружного директора. В 1954—1959 годах учился на заочном отделении в Высшей экономической школе в берлинском районе Карлсхорст и получил диплом экономиста. В 1962—1967 годах являлся заместителем председателя Окружного совета Котбуса и председателем окружной плановой комиссии. Шмидер являлся также депутатом окружного собрания и членом партийного руководства в Котбусе и входил в его секретариат. В 1967 году защитил диссертацию в Центральном институте управления социалистической экономики. 1 февраля 1967 года Шмидер был назначен заместителем министра финансов, а в 1974 году — штатс-секретарём министерства финансов ГДР, сменив Хорста Камински. В 1969 году Вернер Шмидер успешно завершил образование на инженера-экономиста в Инженерной школе строительства. После смерти министра Зигфрида Бёма с июня 1980 по июнь 1981 года занимал пост министра финансов ГДР. Как министр входил в состав президиума Совета министров ГДР. Был вынужден подать в отставку в апреле 1981 года в связи с критическими высказываниями в адрес Эриха Хонеккера. В 1990 году был реабилитирован товарищеским судом ПДС.